# Mamadou Coulibaly (calciatore 1980)
Mamadou Coulibaly (Bouaké, 26 maggio 1980) è un ex calciatore ivoriano, di ruolo difensore.

## Carriera

### Club
Ha giocato nel campionato ivoriano, belga, danese, greco e lussemburghese.

### Nazionale
Con la maglia della nazionale ha partecipato alla Coppa d'Africa nel 2002.